# کامنکا (شهرستان بیژبولیاکسکی، باشقیرستان)
کامنکا (انگلیسی: Kamenka, Bizhbulyaksky District, Republic of Bashkortostan) یک شهرک در شهرستان بیژبولیاکسکی باشقیرستان کشور روسیه است.